# Lommersjön
Lommersjön är en sjö i Stenungsunds kommun i Bohuslän och ingår i Göta älv-Bäveåns kustområde. Sjöns area är 0,011 kvadratkilometer och den befinner sig 112 meter över havet.